# Pasmo Klimczoka i Szyndzielni

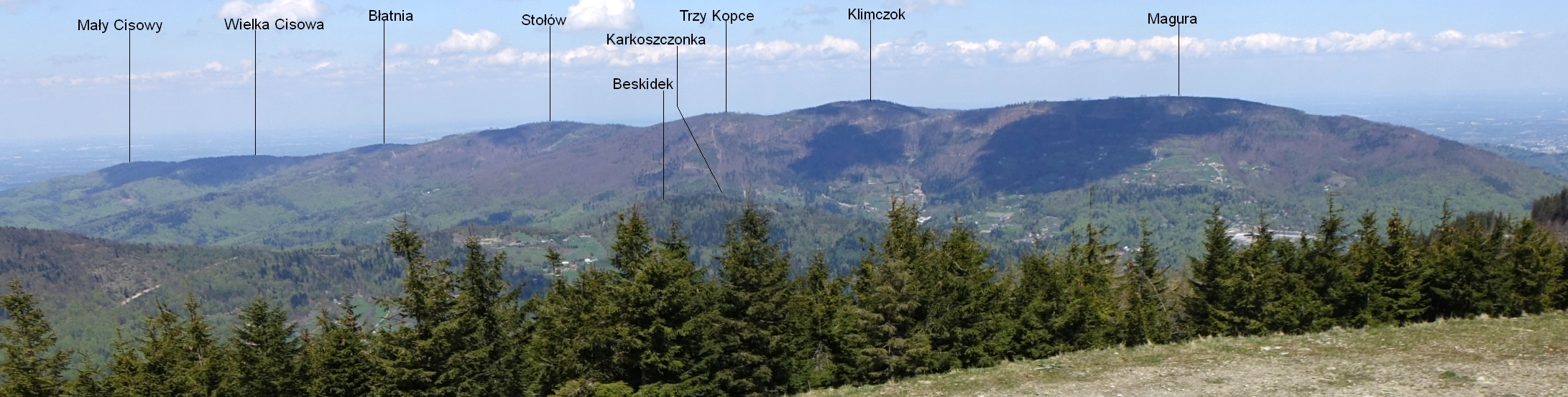
Widok na pasmo z Małego Skrzycznego

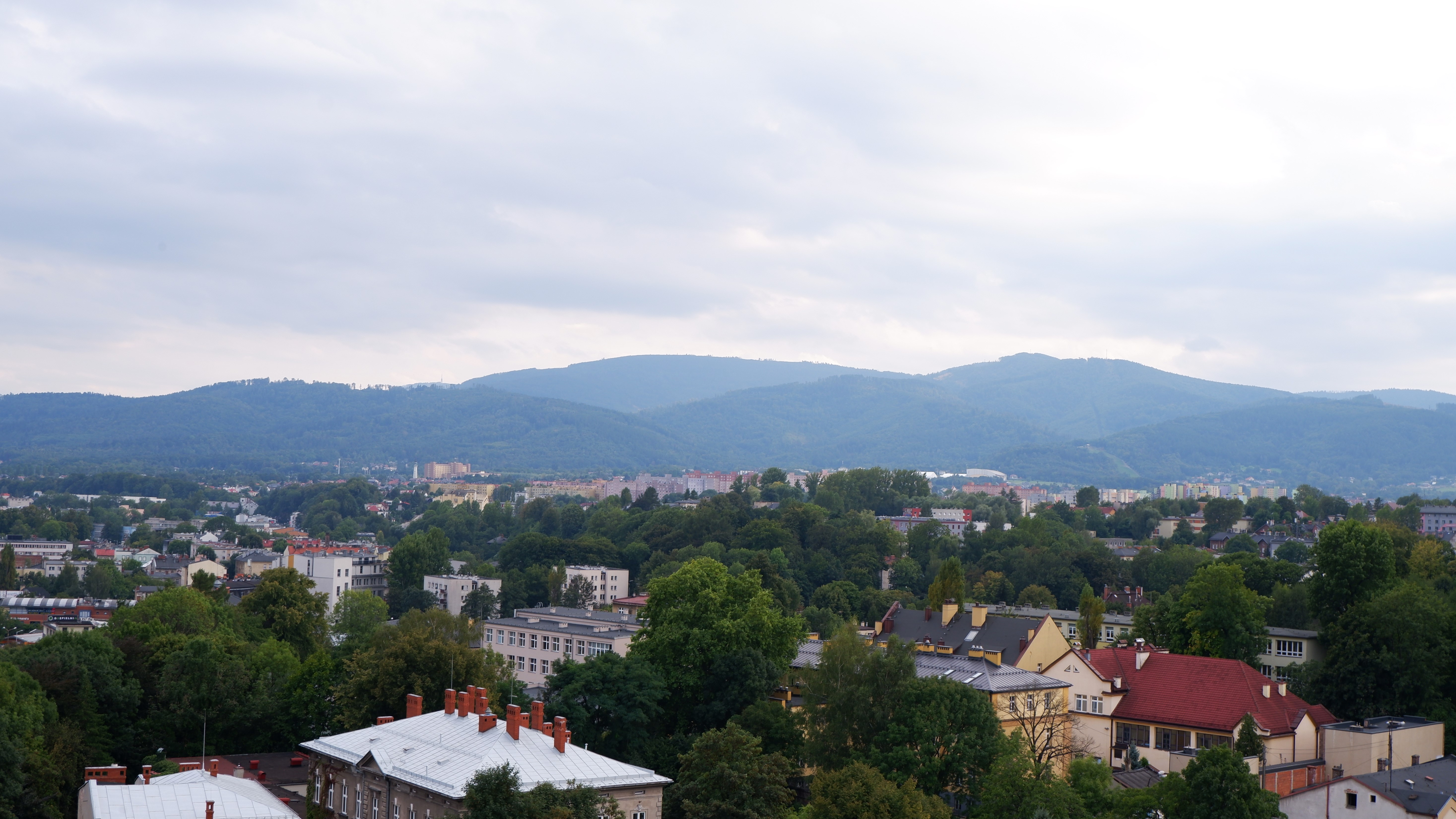
Widok na pasmo z Bielska-Białej

Pasmo Klimczoka i Szyndzielni, zwane także Grupą Klimczoka i Szyndzielni – najbardziej na północ wysunięta część Beskidu Śląskiego. Z pozostałą częścią tego Beskidu łączy się poprzez nisko położoną przełęcz Karkoszczonkę (723 m). Ciągnący się za nią Beskid Węgierski i Przełęcz Salmopolska łączą Pasmo Klimczoka i Szyndzielni z Pasmem Baraniej Góry i Skrzycznego i Pasmem Równicy.

## Topografia
W szerokim rozumieniu Pasmo Klimczoka i Szyndzielni obejmuje wszystkie szczyty na północ od przełęczy Karkoszczonka, niektórzy autorzy jednak wyodrębniają w nim Pasmo Błatniej. Tu opisane zostało Pasmo Klimczoka i Szyndzielni w węższym rozumieniu, bez Pasma Błatniej. W takim ujęciu składa się ono z grzbietu głównego, który od Błatniej biegnie na zachód i na zwornikowym szczycie Klimczok rozgałęzia się; główny grzbiet biegnie na północ przez szczyty i przełęcze Szyndzielnia, Dylówki, Mokry Groń, Cyberniok, Dębowiec aż do zabudowanego obszaru Bielska-Białej na Pogórzu Śląskim, na zachód ciągnie się natomiast grzbiet Magury. Drugim większym odgałęzieniem pasma jest północno-wschodni grzbiet Szyndzielni biegnący do Kołowrotu, na którym znów rozgałęzia się.
Wysokość niektórych szczytów Pasma Klimczoka i Szyndzielni (Klimczok, Magura, Szyndzielnia, Stołów i Trzy Kopce) przekracza 1000 m i poza Pasmem Baraniej Góry i Skrzycznego są to jedyne szczyty Beskidu Śląskiego przekraczające wysokość 1000 m. Grzbiety łączące szczyty są dość płaskie, natomiast stoki przeważnie strome, a w niektórych miejscach nawet przepaściste. Pasmo jest silnie porośnięte lasem, jedynie na południowych i wschodnich stokach Magury jest wiele polan. Widoki rozciągają się jedynie ze szczytu Klimczoka, świeżych wyrębów i wiatrołomów oraz wieży widokowej na Szyndzielni.

## Turystyka
Pasmo znajduje się w bezpośrednim sąsiedztwie miast Szczyrk i Bielsko-Biała, z tego też powodu było pierwszym rejonem Beskidu Ślaskiego, w którym zaczęła się rozwijać turystyka. Obecnie jest dobrze zagospodarowane turystycznie. Jest na nim najgęstsza w całych polskich Beskidach sieć szlaków turystycznych i działają na nim schroniska: Schronisko turystyczne na Dębowcu, Schronisko turystyczne na Koziej Górze, Schronisko PTTK Klimczok, Schronisko PTTK Szyndzielnia. Do dużej popularności turystycznej przyczynia się także Kolej gondolowa na Szyndzielnię. Na Dębowcu znajduje się wielki Bielsko-Bialski Ośrodek Rekreacyjno-Narciarski „Dębowiec”, w tym czynny cały rok tor sankorolkowy z podgrzewaną rynną. Oprócz gęstej sieci znakowanych szlaków turystycznych jest także gęsta sieć innych dróg i ścieżek, a na stokach Klimczoka i Magury są ścieżki rowerowe.